# Kedawung Wetan
Kedawung Wetan is een bestuurslaag in het regentschap Pasuruan van de provincie Oost-Java, Indonesië. Kedawung Wetan telt 7001 inwoners (volkstelling 2010). 
De suikerfabriek is nog altijd actief en één van de weinige waarvandaan nog smalspoor de velden in gaat. Maar diverse lijnen zijn al verdwenen. Eén daarvan kruiste de gewone spoorlijn, zonder viaduct of tunnel. 
|  |